# Ishapore 2A1
Гвинтівка 7.62мм 2A1 (також відома як Ishapore 2A1) це магазинна гвинтівка калібру 7.62x51 НАТО, що використовується індійськими збройними силами як зброя резерву з 1963 року.
Виготовлення гвинтівки (спершу Rifle 7.62мм 2A) — почалось на фабриці Ishapore Rifle Factory, незабаром після Китайсько-індійської війни у 1962 році. 
Прототипом до Ishapore 2A була британська гвинтівка SMLE Mk III*, що використовувала набої .303 British. Ishapore 2A практично ідентична зі своїм прототипом, істотною відмінністю є лише адаптація під набій 7.62x51 стандарту НАТО.
Зовні гвинтівка також виглядає як класична Mk III*, лише магазин має більш «квадратний» вигляд та зазвичай вміщує дванадцять набоїв замість десяти, хоча чимало 2А1 мають магазини на десять набоїв (споряджаються двома обоймами по п'ять набоїв у кожному). Дещо «квадратнішим» є й передній приціл з кріпленням для багнета (використовується британський багнет моделі P'07). Виготовляються гвинтівки Ishapore 2A/2A1 з покращеної сталі (бо вони мають витримувати більший тиск, зумовлений використанням набоїв 7.62x51), екстрактор модифіковано для використання безфланцевих набоїв. З 1965-1975 (коли виробництво, як вважається, було припинено), приціли було змінено з 2000 м до реалістичніших сучасних 800 м, плюс до того гвинтівку було переіменовано на «Rifle 7.62mm 2A1». 
Ishapore 2A1 відома як остання військова магазинна гвинтівка, що була розроблена та взята на озброєння військовими силами держави (мова не йде про спеціалізовані снайперські гвинтівки).